# Montpellier Business School
Montpellier Business School je evropská obchodní škola s kampusy v Montpellieru. Škola založena v roce 1897.

## Popis
MBS je akreditovaná u třech mezinárodních organizací: EQUIS, AMBA, a AACSB. Škola má přibližně 17700 absolventů. Mezi významné absolventy patří bývalý francouzský politik Éric Besson.

## Programy
MBS nabízí magisterský program v oboru managementu (Master in Management), několik specializovaných magisterských programů v oborech jako marketing, finance, média či personalistika (HR). Dále škola nabízí programy „Executive MBA”. 

## Mezinárodní srovnání
V roce 2019 se program “Master in Management” umístil na 55. místě v mezinárodním žebříčku deníku Financial Times.